# Fagerhults kyrka
Fagerhults kyrka är en kyrkobyggnad i Fagerhult i Växjö stift. Den är församlingskyrka i Fagerhults församling.

## Kyrkobyggnaden
Den allra första kyrkan torde varit en träkyrka uppförd under 1300-talet som eldhärjades i mitten av 1400-talet. En ny kyrka uppfördes även denna byggd i trä som kom att användas till 1739 då den revs eftersom en större kyrkobyggnad uppförts. Denna kyrka var nästan identisk tills sin arkitektur med Näshults kyrka enligt bevarade foton hos Riksantikvarieämbetet.  I likhet med Näshult var den byggd av trä med tresidiga utsprång mitt på långhuset. Kyrkklockorna hängde i en fristående klockstapel med klockhus försett med hjälmformad huv och en spira. Under slutet av 1800-talet ansågs kyrka ha tjänat ut. Socknen fattade beslut om uppförandet av en helt ny kyrka i tidens ideal. 1901 revs 1700-tals kyrkan.
Den nuvarande kyrkan byggdes 1894 efter 1892 års omarbetade ritningar av den välrenommerade Stockholmsarkitekten H. T. Holmgren. Kyrkans dynamiska och sammanhållna volym präglas av hans arkitektoniska stil och bär flera tydliga karaktärsdrag som återfinns i hans andra kyrkor som exempelvis kyrkan i Stjärnsund. Holmgren kallades in för att omarbeta det tidigare stadfästa förslaget av C. G. Löfquist när väggarna var till hälften resta eftersom bland annat takkonstruktionen hade förändrats av byggmästaren så att konstruktiva förutsättningarna underkändes. Kyrkan har tidigare ansetts ha Holmgren som upphovsperson men har senare tillskrivits Löfquist; hans kyrkobyggnader präglas dock av en betydligt mer nedtonad och provinsiell karaktär. Kyrkan uppfördes i den stil som var på modet vid 1800-talets slutskede i form av nygotiken under starkt inflytande av domkyrkoarkitekten i Lund, Helgo Zettervall, som signerat och godkänt handlingarna för Fagerhults kyrka. 
Kyrkan består av ett enskeppigt långhus med kor och bakomliggande före detta sakristia i öster. Tornet i väster där huvudingången är belägen är försett med dubbla ljudöppningar samt tornur och avslutas med en hög spira krönt av ett kors. I norr och söder finns på mitten av långhuset utbyggda utgångspartier.
Interiören präglas av den öppna takkonstruktionen, kyrkorummets spetsbågsfönster, den nygotiska inredningen och inte minst korbågen som markerar koret samt den rikt utsirade skärmen som avskiljer koret från den bakomliggande före detta sakristian med sitt dekorerade takvalv.
Fagerhults kyrka har konsekvent uppförts och inretts i nygotisk stil och utgör idag en av stiftets mera genomarbetade nygotiska kyrkor.

## Inventarier
- I kyrkan finns ett altarkrucifix från Oberammergau.[2]
- Altaruppställning i nygotik. I denna ingår ett altarskåp är från omkring 1475. I corpus eller mittfältet Sankt Erasmus, flankerad av Sankt Lars och Sankta Birgitta.
- Femsidig nygotisk altarring.
- Predikstolen med ljudtak är samtida med kyrkan.
- Dopfunt i sandsten.
- Öppen bänkinredning från kyrkans byggnadstid.
- Orgelläktare med utsvängt mittstycke.

## Bildgalleri

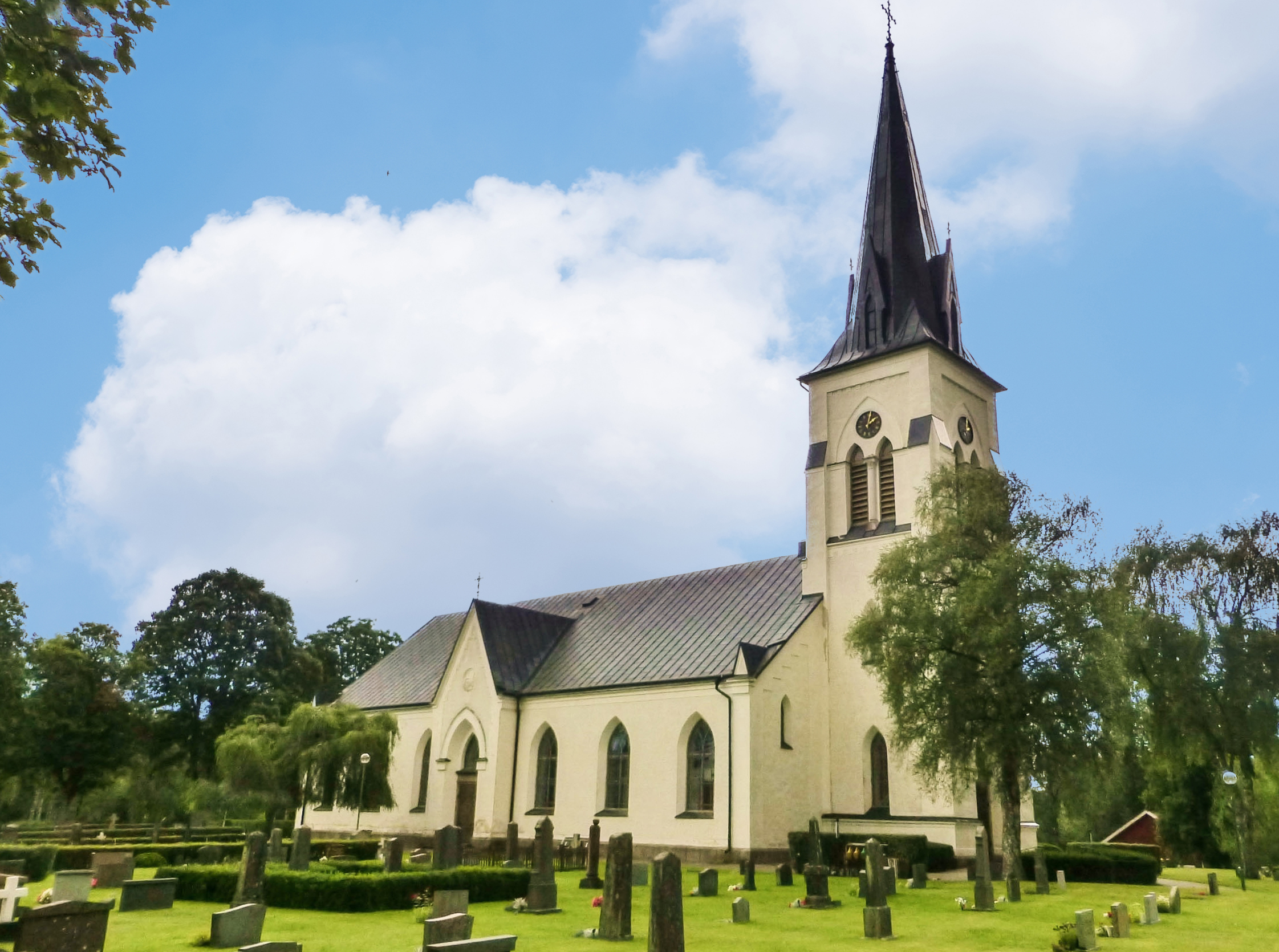
Kyrkan från nordväst
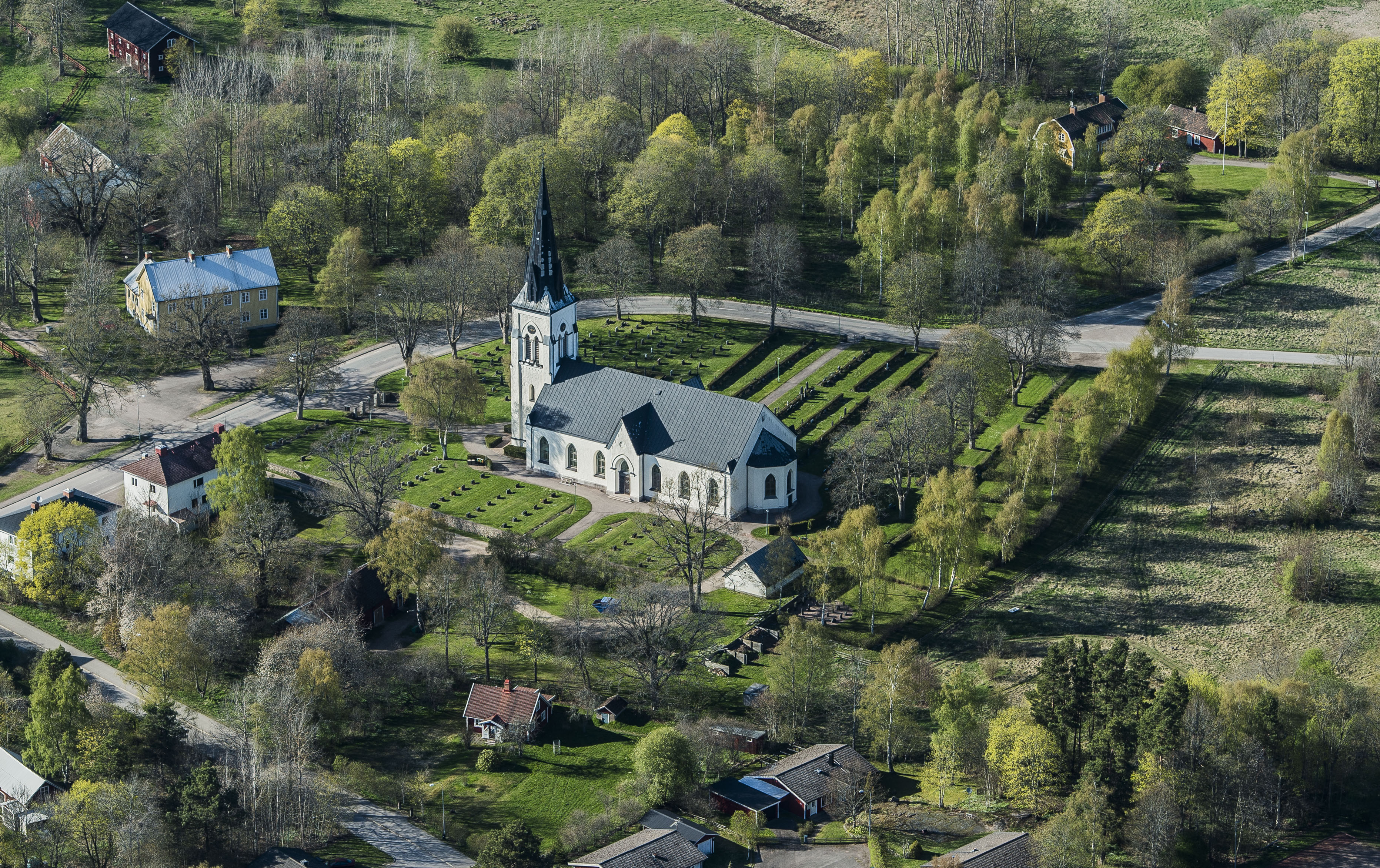
Kyrkan i landskapet
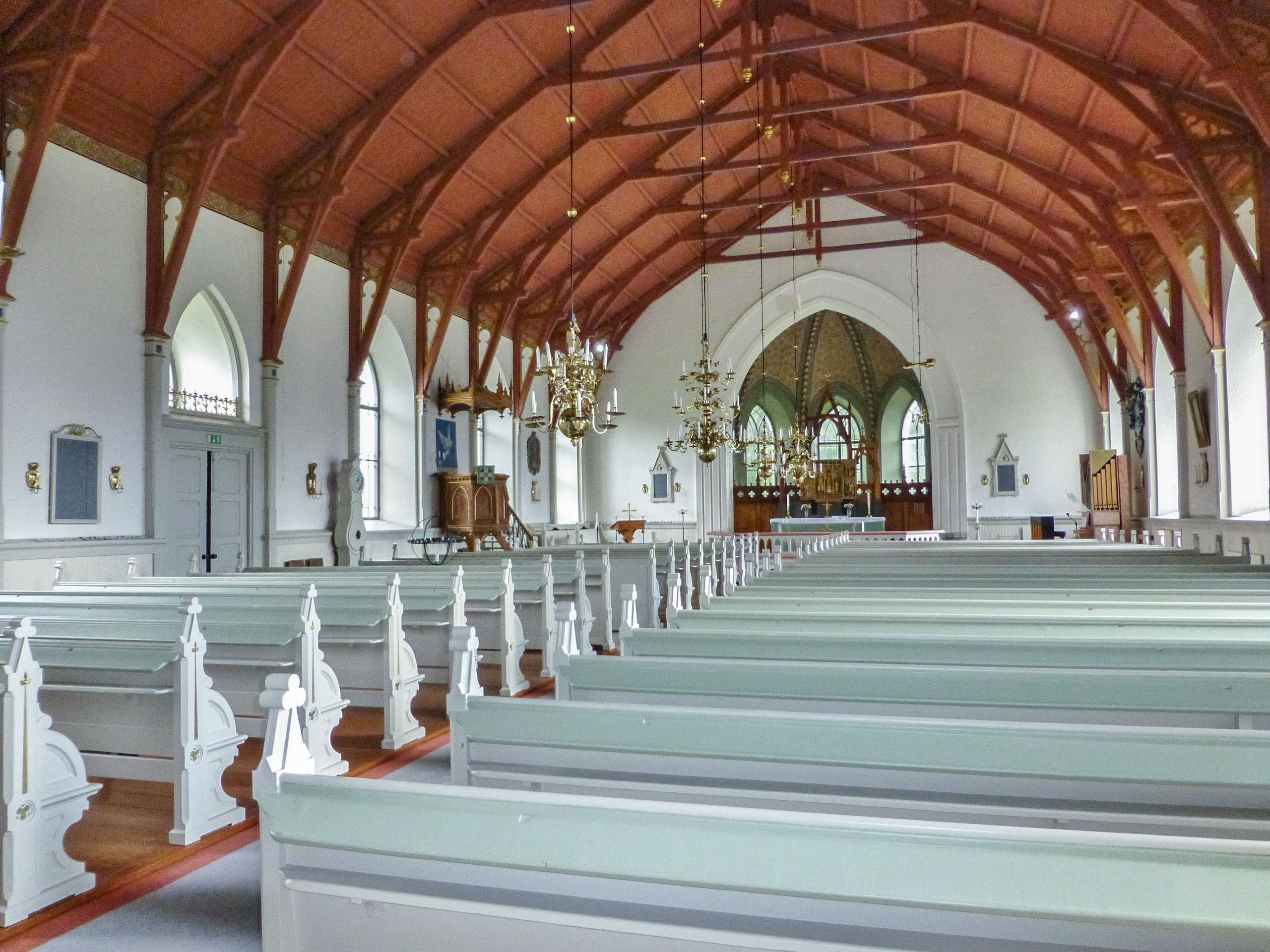
Interiör mot öster
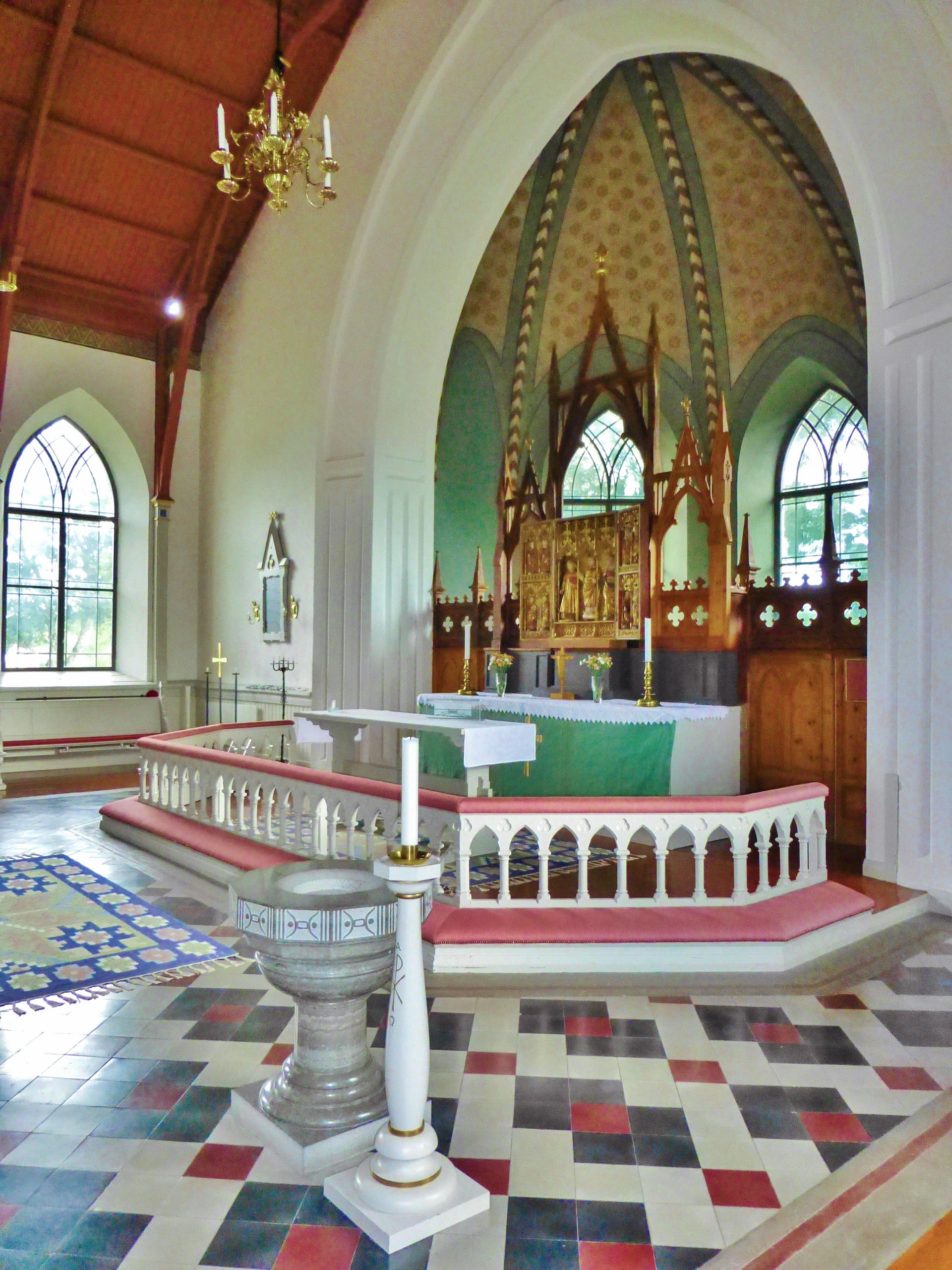
Koret med altaruppställningen och det medeltida altarskåpet
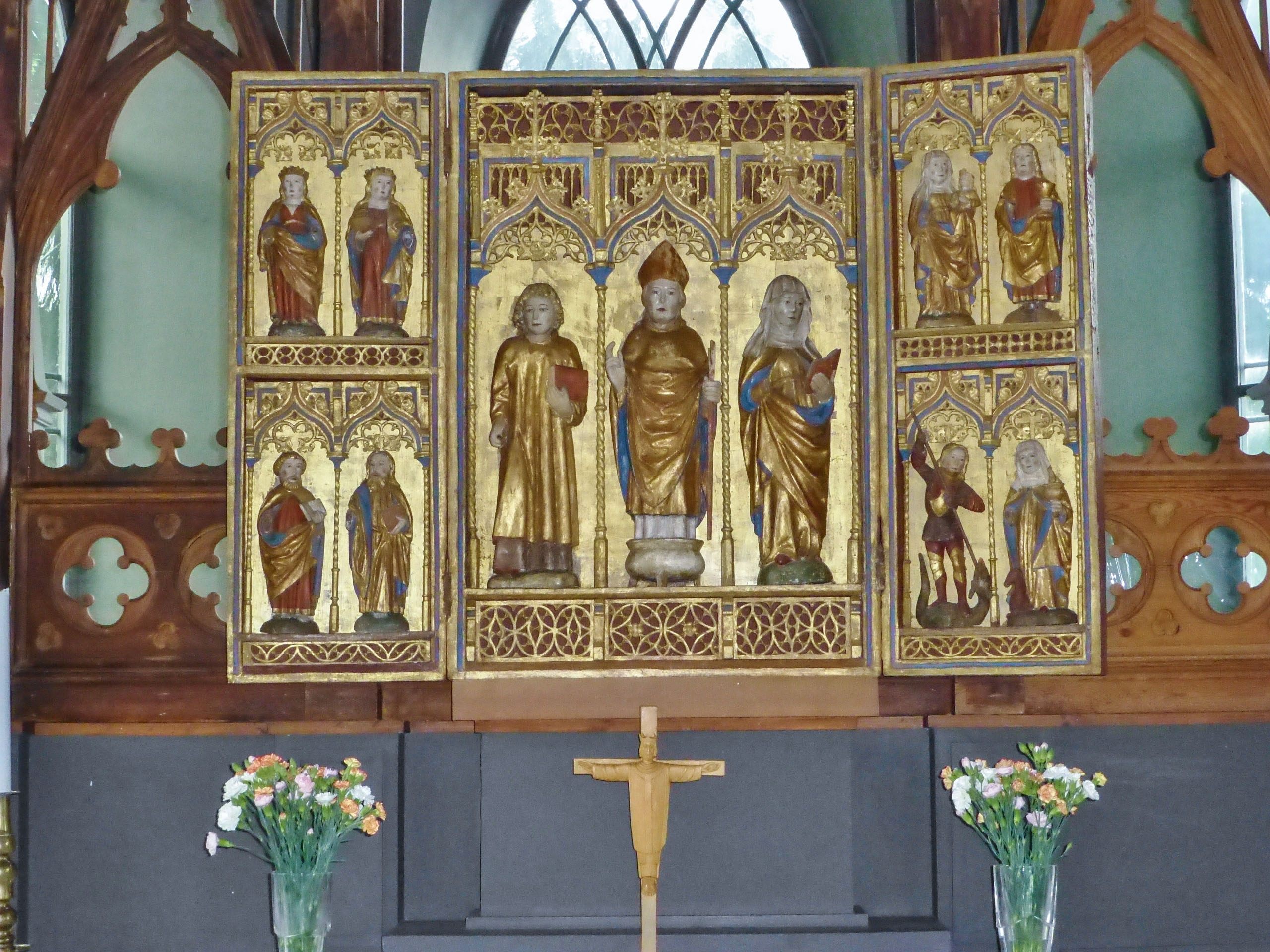
Altarskåpet från 1400-talet
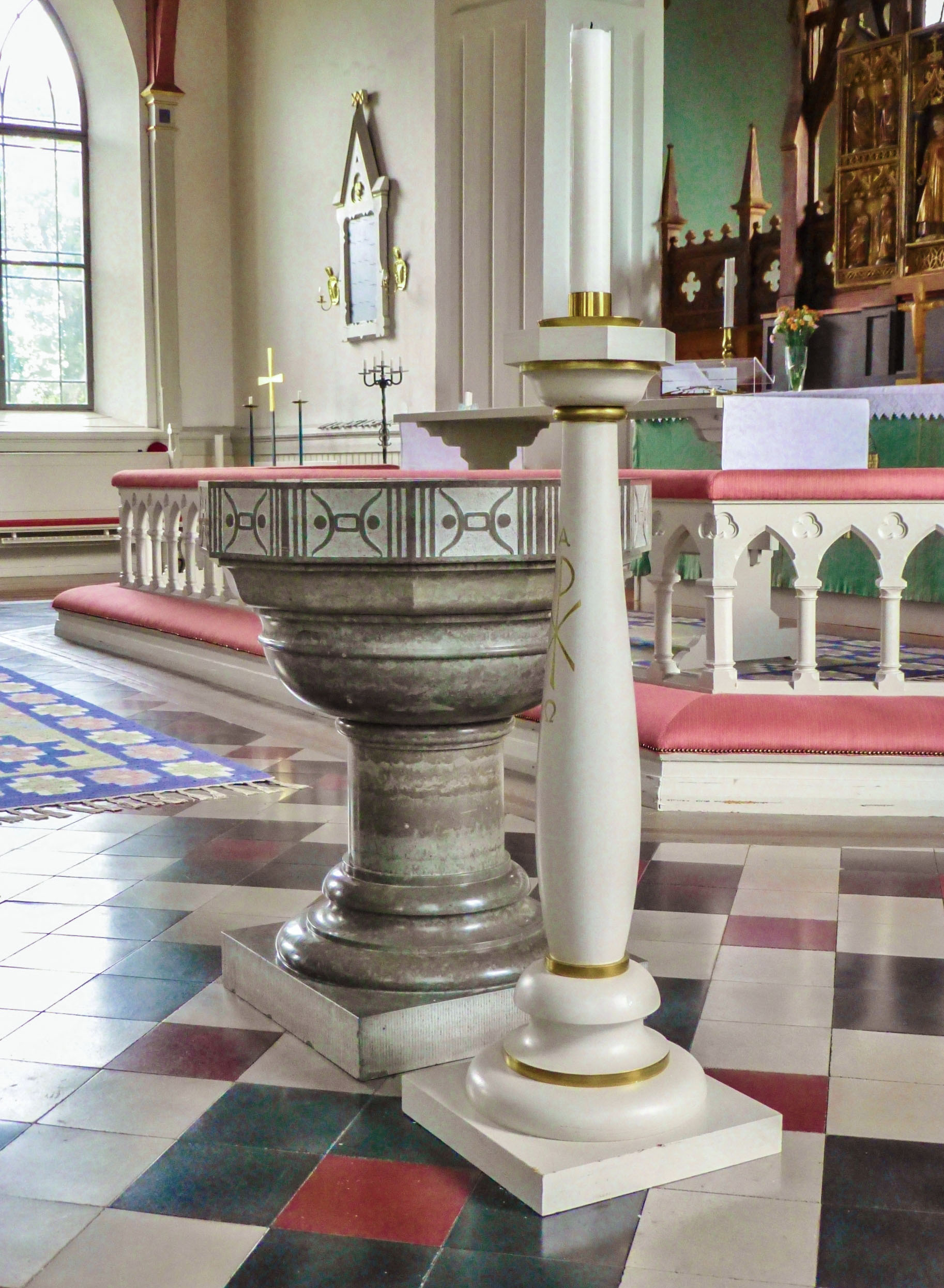
Dopfunt och dopljusstake
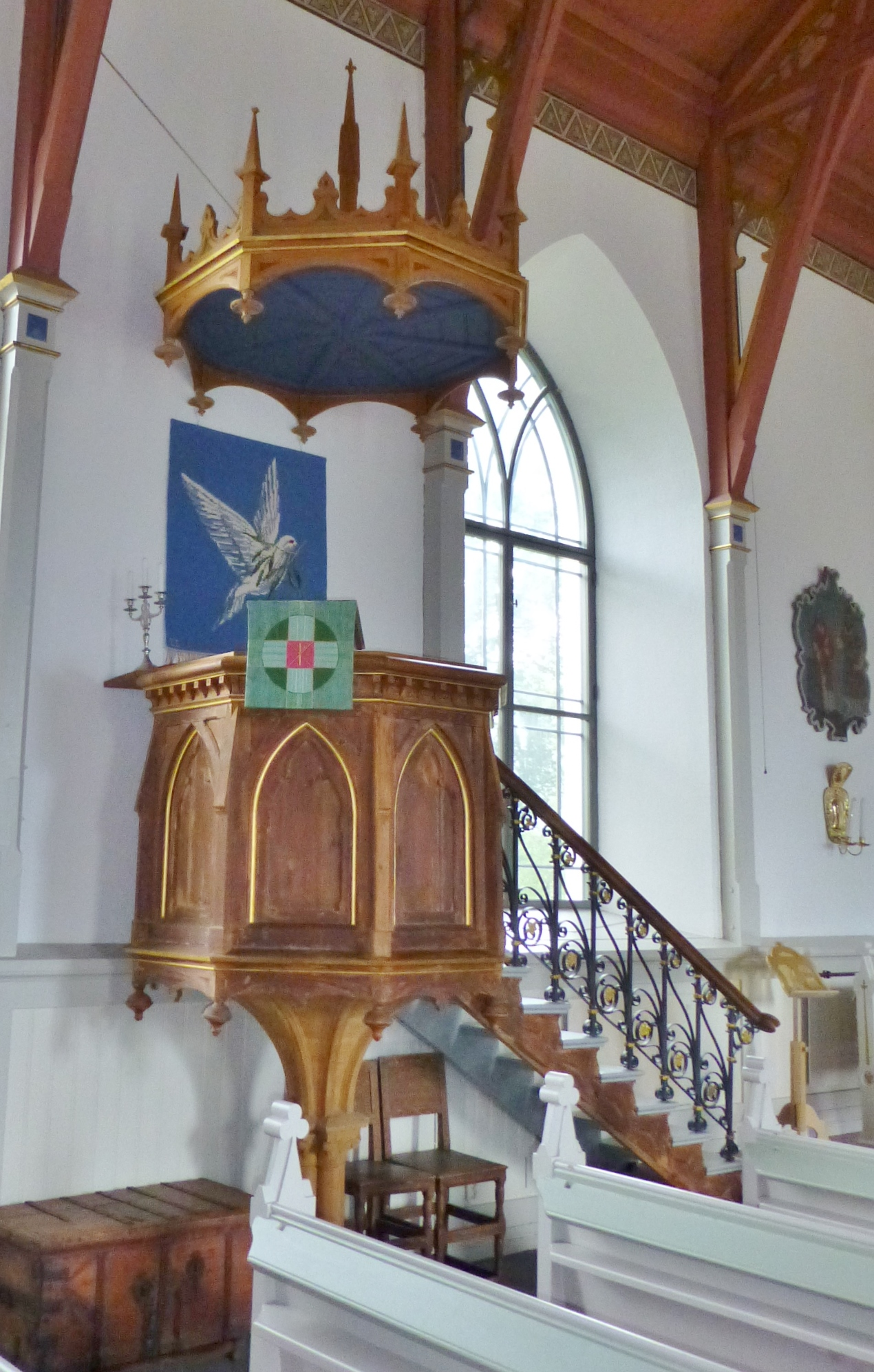
Den nygotiska predikstolen
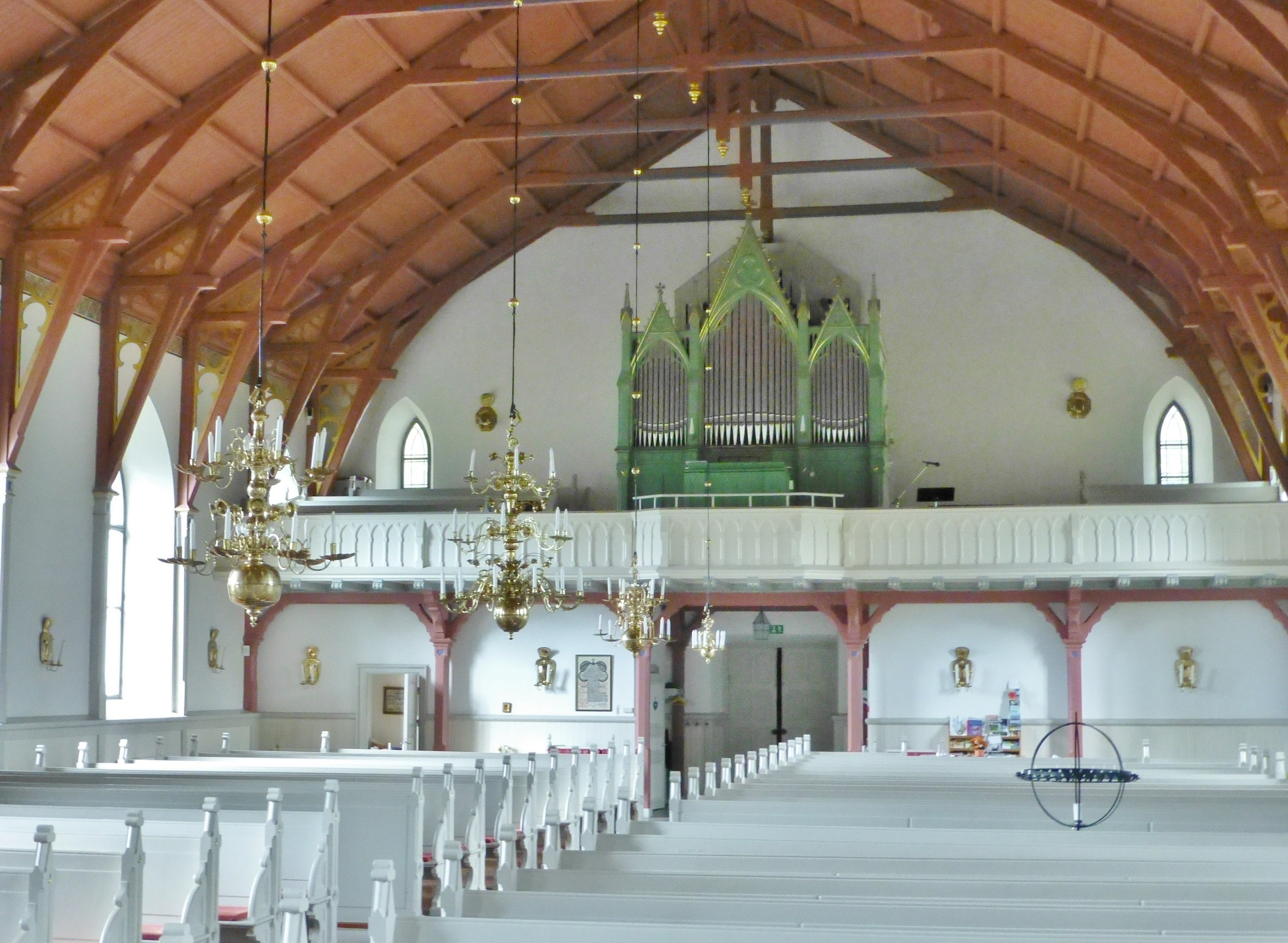
Kyrkorummet med orgelläktaren

## Orglar

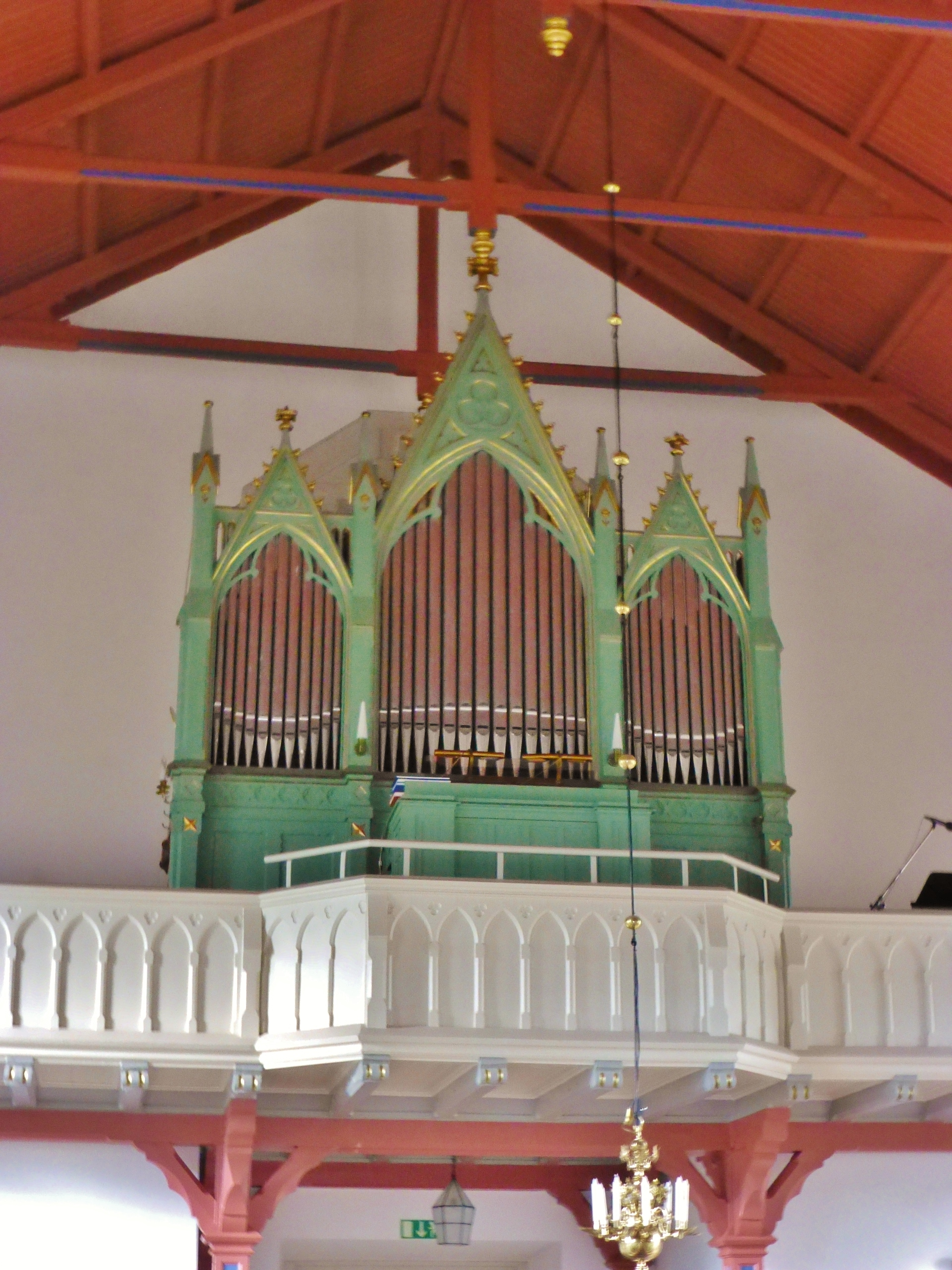
Läktarorgeln

- Före 1773 fanns en orgel byggd av Magnus Åhrman eller Johan Åhrman.
- 1773 byggde Lars Wahlberg, Vimmerby en orgel med 8 stämmor.[3]
- Läktarorgeln med nygotisk fasad är byggd 1897 av Åkerman & Lund Orgelbyggeri. Orgeln har fasta kombinationer och är mekaniskt. Den har roosweltlådor.

Disposition:
| Manual I            | Manual II           | Pedal         | Koppel    | . |
| Borduna 16'         | Rörflöjt 8'         | Subbas 16'    | II/I      |   |
| Principal 8’        | Salicional 8'       | Violoncell 8’ | II 4/I    |   |
| Flûte harmonique 8’ | Basetthorn 8’       | Basun 16’     | II 16’/II |   |
| Gamba 8’            | Flüte octaviante 4’ |               | I/P       |   |
| Octava 4’           | Waldflöjt 2'        |               | II/P      |   |
| Kvinta 2 2/3'       |                     |               |           |   |
| Octava 2’           |                     |               |           |   |
| Corono 8’           |                     |               |           |   |

- Kororgel byggd 1974 för Kolberga kyrka, Oskarshamn av Richard Jacobi orgelverkstad, Stockholm. Inköpt av Fagerhults församling att brukas som kororgel 2008.

Disposition:
| Manual         | Pedal      | Koppel       |
| Koppelflöjt 8' | Subbas 16´ | Manual/Pedal |
| Gemshorn 4'    |            |              |
| Principal 2'   |            |              |
| Nasard 1 1/3'  |            |              |